# Fågelgöljan
Fågelgöljan är en sjö i Katrineholms kommun i Södermanland och ingår i Kilaåns huvudavrinningsområde. Sjöns area är 0,008 kvadratkilometer och den är belägen 52 meter över havet.